# Margarete Ferida
Margarete Ferida (5 febbraio 1875 – 25 agosto 1950) è stata un'attrice tedesca, durante l'era del cinema muto nel cinema tedesco.

## Filmografia

### Cinema
- L'ombrellino con cigno (Der Schirm mit dem Schwan), regia di Carl Froelich (1916)
- Welker Lorbeer, regia di Walter Schmidthässler (1916)
- Homunculus, 2. Teil - Das geheimnisvolle Buch, regia di Otto Rippert (1916)
- Gräfin de Castro, regia di Adolf Gärtner (1916)
- Im Angesicht des Toten, regia anonima (1916)
- Die grüne Phiole, regia di Walter Schmidthässler (1916)
- Die Frau im Spiegel, regia di Robert Heymann e Max Mack (1916)
- Die aus dem Jenseits kam..., regia di Max Mack (1916)
- Das letzte Spiel, regia di Robert Heymann e Otto Rippert (1917)
- Der Keusche Josef, regia di Emil Albes - cortometraggio (1917)
- Gesühnte Schuld, regia anonima - cortometraggio (1917)
- Herr und Diener, regia di Adolf Gärtner (1917)
- Der Herr der Welt, regia di Robert Reinert (1918)
- Das Spiel vom Tode, regia di Alwin Neuß (1918)
- Lebendig tot, regia di Alwin Neuß (1918)
- Mitternacht, regia di Ewald André Dupont (1918)
- Herbstzauber, regia di Emil Albes (1918)
- Irrwege der Liebe, regia di Josef Stein (1918)
- Liebeswirren, regia di Alex Heinz (1919)
- Das Licht am Fenster, regia di Bruno Ziener (1919)
- Die Bodega von Los Cuerros, regia di Erik Lund (1919)
- Kitsch, regia di Lupu Pick (1919)
- Das Schicksal der Carola van Geldern, regia di Carl Froelich (1919)
- Kinder der Liebe, 2. Teil, regia di Siegfried Dessauer (1919)
- Hungernde Millionäre, regia di William Wauer (1919)
- Das blinde Glück, regia di Iva Raffay (1922)